# ОШ „Братство–јединство” Светозар Милетић
ОШ „Братство–јединство” једна је од основних школа у Сомбору. Налази се у улици Трг слободе 1.

## Историјат
Основна школа „Братство–јединство” је основана 1753. године у саставу римокатоличке цркве. У запису Historia domus parochiae Svetozar Miletic, жупног уреда у Светозару Милетићу, је наведено: „Школа је у Милетићу основана по свој прилици када и жупа. То је била уобичајена пракса. О школи се бринула црква, била је верска школа. Школа је подигнута преко пута цркви. Била је дуга зграда од набоја, са шалукатрама, како то још и данас стоји. Осим разреда имала је и учитељски стан, који је уједно био и кантор. У разреду су биле сељачке пећи од земље, а ложиле су се из ходника сламом и кукурузовином, о чему је бринула општина... Нови део школске зграде, са стране каменог пута Суботица—Сомбор је саграђен 1904. године, а подигла га је општина, по причању старијих људи, уз помоћ школског фонда из Калоче. Опаске: стари део данашње школе је саграђен 1802. Ова школа је по свој прилици срушена”. Школска зграда је проширивана у два наврата, 1802. и 1904. Године 1921. је школска зграда први пут национализована и тада је постала државна својина. Поново је национализована 1961. о чему у Жупској цркви постоји судско решење. Данас се настава у школи изводи на српском и мађарском језику.